# Атосса (дочь Артаксеркса II)
Атосса (др.-перс. Utauθa; IV век до н. э.) — дочь и жена персидского царя Артаксеркса II, а также сестра и возможная жена его преемника Артаксеркса III Оха.

## Биография
Атосса — одна из дочерей Артаксеркса II. Она отличалась красотой и нравом, что стало причиной возникновения «безумной любви» ее отца.
Артаксеркс старался сперва не обнаруживать перед другими свою возникшую страсть. Но со временем мать царя Парисатида, к которой Артаксеркс испытывал глубокое уважение, узнала о его любви. Парисатида убедила сына назвать Атоссу своей законной супругой, «ибо для персов он, по воле бога, сам и закон и судья, и сам вправе решать, что прекрасно и что постыдно».
Ранее рука царевны была обещана бывшему сатрапу Ионии Тирибазу, проявившему большие заслуги в войне против кадусиев. Поступок царя оскорбил Тирибаза и повлек за собой организацию неудавшегося в результате заговора, возглавляемого наследником трона Дарием, с целью свержения Артаксеркса с престола.
Очевидно, что Атосса завладела чувствами своего отца и мужа. Даже из-за своей болезни она не утратила расположения Артаксеркса. Царь принес Гере богатые подношения, моля богиню об исцелении Атоссы. По его приказу еще более роскошные дары были принесены в храм царскими друзьями и сатрапами.
Впоследствии Ох, младший из законных сыновей царя, для того, чтобы с помощью Атоссы склонить Артаксеркса на свою сторону в деле престолонаследования, пообещал сделать ее своею соправительницей после смерти отца. Это свидетельствует о силе влиянии Атоссы на действия престарелого царя даже в таком важном вопросе. Плутарх добавляет также, что, по слухам, Атосса вступила в тайную связь с Охом, однако Артаксеркс об этом не узнал.